# Jean Izard
Pour les articles homonymes, voir Izard (homonymie).
Jean Izard, né le 2 décembre 1929 à Castres dans le Tarn, et mort le 10 avril 2011 à Paris, est un haut fonctionnaire et homme de radio français.

## Biographie
De famille modeste (son père était employé de la SNCF), il fait ses études à la Faculté de droit et à l'institut d'études politiques de Toulouse (promotion 1951) avant d'être élève de l'ENA (promotion 1960 Alexis de Tocqueville).
Il fait la totalité de sa carrière dans la radio-télévision française publique :
- Il entre dès sa sortie de l'ENA à la RTF, où il est administrateur au service du personnel. En 1963, il devient délégué du directeur général de la RTF à Nancy, puis directeur régional de l'ORTF pour la région Lorraine-Champagne. En 1965, il est nommé chef du service de la formation professionnelle de l’ORTF, avant de prendre en 1970 la direction d'un département au service du personnel. Il est ensuite directeur adjoint pour le personnel en 1972.
- À la création de Radio France en 1975, il est directeur adjoint chargé de l’administration générale de la société, directeur des affaires administratives, professionnelles et sociales en 1978, puis directeur général de Radio France pendant 15 ans (1979-1995) auprès des présidentes et présidents : Jacqueline Baudrier, Michèle Cotta, Jean-Noël Jeanneney, Roland Faure, Jean Maheu.

Il a été président de l'association des employeurs du service public de l'audiovisuel.
Il a été un acteur important du dialogue social et un des initiateurs de l’implantation des premières radios locales de Radio France, dont il fut "l'un des pères fondateurs et l'ombre tutélaire".